# Encarnación Cabré
Encarnación Cabré Herreros (Madrid, 21 de marzo de 1911-Madrid, 18 de marzo de 2005) fue una arqueóloga española que forma parte de la primera generación de arqueólogas españolas. Desarrolló una prolífica actividad en diversas excavaciones arqueológicas, documentando sus resultados en un gran número de publicaciones y exponiendo los mismos en los más prestigiosos congresos internacionales. Entre sus aportaciones más destacadas se encuentran sus estudios de la Colección Cerralbo, sus trabajos realizados a partir de las excavaciones de la necrópolis del Altillo de Cerropozo (Atienza) y sus investigaciones sobre arte rupestre de la cueva de Los Casares (Riba de Saelices).

## Trayectoria profesional
Encarnación Cabré Herreros estudió Filosofía y Letras, sección Historia en la Universidad Complutense de Madrid entre los años 1928-1932. Complementó dicha formación académica con otros estudios en Europa, principalmente en Alemania. Realizó trabajos de campo y gabinete junto a su padre, el reputado arqueólogo Juan Cabré Aguiló. Durante estos años Cabré Herreros entró en contacto con figuras destacadas de esta disciplina tales como Hugo Obermaier, Elías Tormo y el abate Breuil.
En 1927 empezó a colaborar en los trabajos de su padre con 17 años. Entró a trabajar en el castro de Las Cogotas (Cardeñosa, Ávila), primero de manera esporádica y más tarde, en 1930, ya de forma permanente en la campaña de la necrópolis de Trasguija, ubicada en el mismo castro.
En septiembre de 1929 asistió al IV Congreso Internacional de Arqueología Clásica celebrado en Barcelona, coincidiendo con la Exposición Internacional, en donde se reunieron los mejores especialistas europeos. Aquí presentó por primera vez en público un estudio sobre decoraciones de la cerámica de las Cogotas, posiblemente indicadoras del culto solar, siendo esta la única comunicación realizada en el congreso por una española.
En 1930 participó en el XV Congreso Internacional de Arqueología y Antropología Prehistórica, celebrado en Portugal, donde realizó una ponencia con los resultados de su estudio sobre cerámica peninsular con incrustaciones de cobre y ámbar.
La asidua participación de Encarnación Cabré en estos congresos llamó la atención ya que entonces era la única y primera mujer en España dedicada de manera profesional a la arqueología, lo que provocó que la prensa lusa la bautizara en aquellos días con el apodo de «Miss Congress».
Participó junto a su padre en la campaña de la parte baja del Cabezo de Alcalá de Azaila (Teruel) en otoño de 1931, donde estuvo a cargo del diario de excavaciones. Al poco tiempo su padre tuvo que abandonar la excavación por enfermedad y Encarnación Cabré permaneció concluyendo los trabajos y levantando sus planos.
En 1932 comenzó el doctorado en la Universidad Complutense, en cuyo contexto obtuvo una beca de la Junta Superior de Ampliación de Estudios de Madrid para realizar cursos de Prehistoria y Etnografía en las Universidades de Berlín y Hamburgo (1934-1935). También consiguió una beca para realizar el Crucero Universitario por el Mediterráneo, organizado por la Universidad Complutense de Madrid, dirigido por su decano y catedrático de Filosofía Manuel García Morente, referentes de una generación de arqueólogos y arqueólogas, en donde tuvo como compañeros a Julián Marías y Antonio Tovar entre otros muchos. En este mismo año y en 1933 participó en las campañas de excavación llevadas a cabo en la Necrópolis de La Osera (Chamartín de la Sierra, Ávila) encargada de los diarios de excavación.

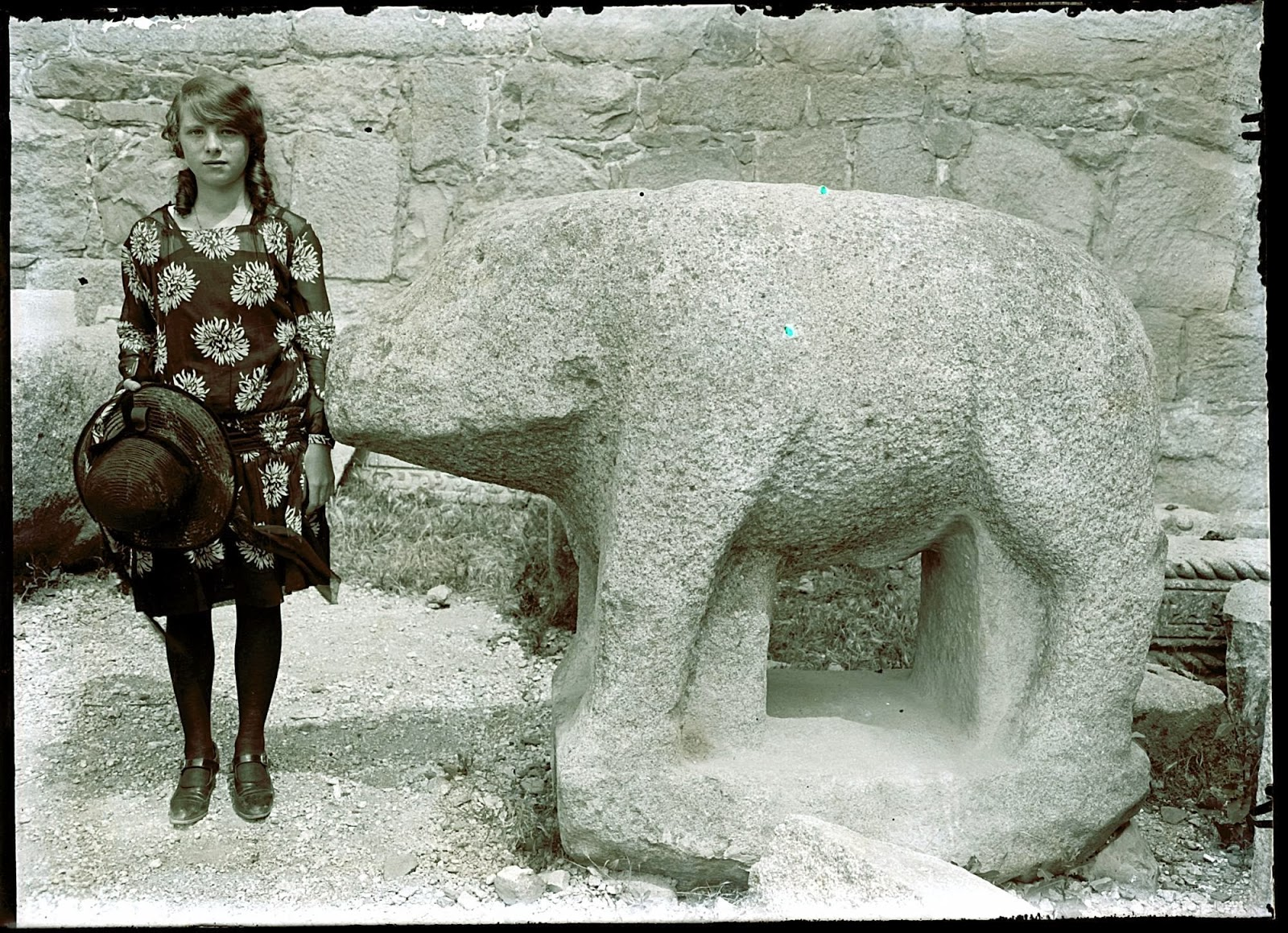
Encarnación Cabré junto a un Verraco en castro de Las Cogotas, fotografiada por su padre Juan Cabré (ca.1926).

El curso 1933-1934 inició su actividad docente, como profesora de Historia y Geografía en el Instituto-Escuela de Madrid y también como profesora-ayudante en el departamento de arte dirigido por Elías Tormo en la Universidad Complutense de Madrid.
Entre los años 1934-1936 se incorporó al grupo Misiones de Arte, dirigido por el arquitecto Manuel Gómez Moreno, del Centro de Estudios Históricos, donde realizó varias conferencias en el Círculo de Bellas Artes, el teatro de La Latina de Madrid y en el Ateneo de Bilbao.
En 1934 impartió una serie de conferencias sobre arte musulmán en el Instituto-Escuela. Con esta institución realizó posteriormente un viaje al Marruecos español en calidad de profesora y otro a Alemania, para impartir clases de arte español y, así mismo, buscar material bibliográfico y artístico para el departamento de arte de la Universidad Complutense.
A finales del verano de 1934 participó en otra nueva campaña en la Cueva de los Casares de Riba de Saelices, donde se ocupó de copiar los grabados rupestres paleolíticos recientemente descubiertos que se publicaron ese mismo año.
La Guerra Civil supuso un paréntesis en su labor investigadora. Durante este periodo la familia Cabré participó en la salvación de los tesoros del Museo Cerralbo, amenazados durante el conflicto.
En la década de los 40 Encarnación Cabré retomó su actividad investigadora con la publicación de varios trabajos entre los que destaca El Castro y la Necrópolis del Hierro Céltico de Chamartin de la Sierra, cuya autoría firmó su padre. 
Tras un nuevo paréntesis, en 1974 retomó su labor científica con la publicación de 25 trabajos sobre la Edad del Hierro en la Meseta, donde se dan a conocer materiales inéditos de las excavaciones del Marqués de Cerralbo.

## Homenajes

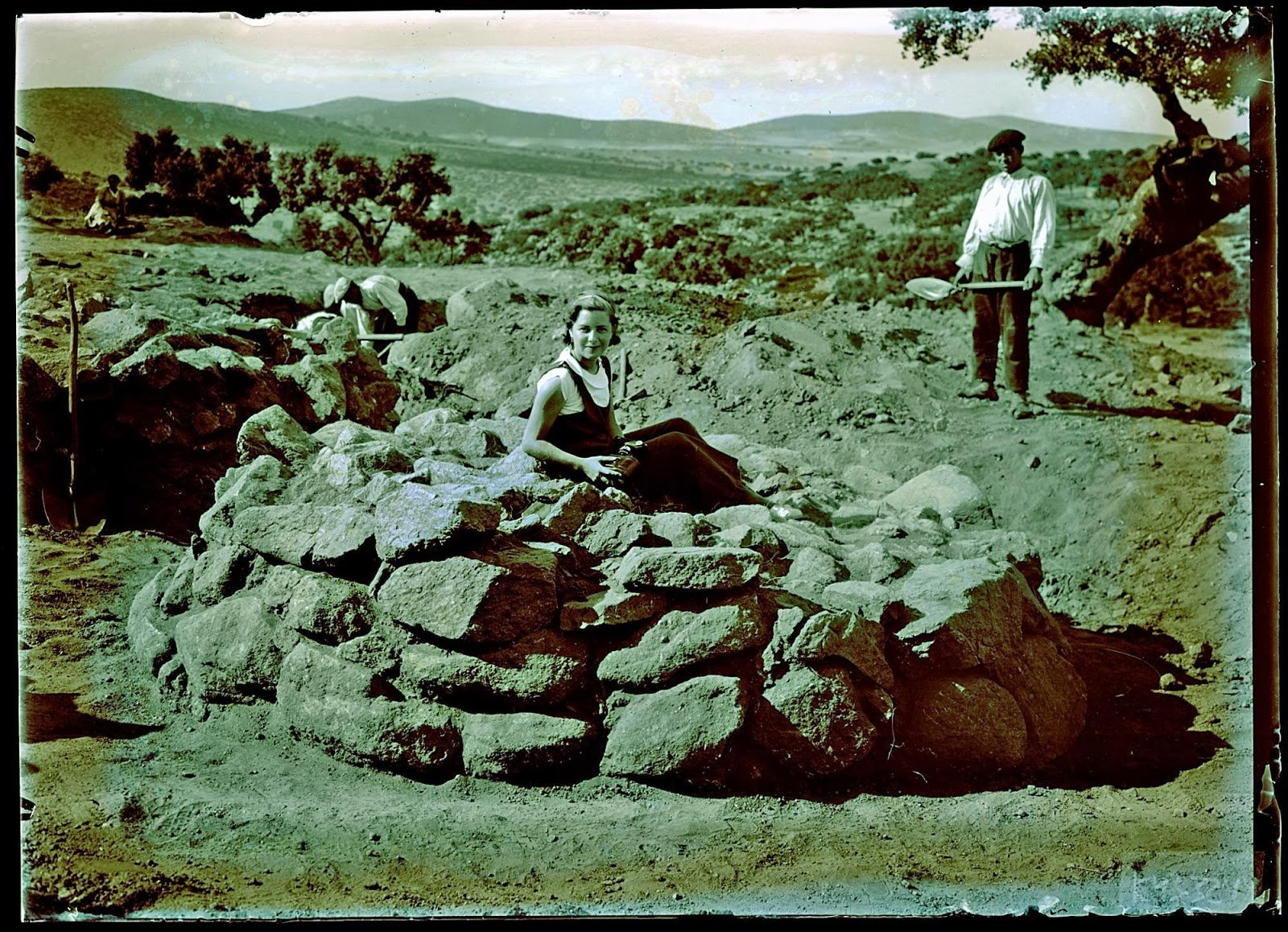
Cabré sobre un túmulo de la Necrópolis de La Osera (1933).

El 27 de febrero de 2019, en el Congreso de los Diputados, se aprobó por unanimidad –en la última Comisión de Cultura de la legislatura – instar al Gobierno a que en el jardín del Museo Arqueológico Nacional (MAN) se colocara una placa para recordar y reconocer los méritos de Encarnación Cabré.
El 8 de marzo de 2024 se dedica el jardín del MAN a un grupo de cincuenta arqueólogas, entre las cuales se encuentra Cabré, bautizándolo como "Jardín de las Arqueólogas". La familia de Cabré se mostró en contra de esta decisión, destacando que la semblanza de Cabré accesible desde el jardín del MAN (mediante código QR) omite la mayoría de las contribuciones de Encarnación Cabré (posteriores a su matrimonio en 1939) y minimiza su impacto científico, con la frase "tras su matrimonio, no volvió a ejercer".

## Reconocimientos
En 2020, fue incluida dentro del proyecto “Mujeres Investigadoras en los Archivos Estatales (1900-1970)” para la descripción archivística y creación de un micrositio específico en el Portal de Archivos Españoles (PARES), desarrollado entre 2020-2023. Este proyecto ha sido impulsado por la Subdirección General de Archivos Estatales, con el objetivo visibilizar la labor de investigación realizada en España por las mujeres en el intervalo 1900-1970 partiendo de los registros documentales que se conservan en los Archivos de Gestión de los AAEE del Ministerio de Cultura (el Archivo Histórico Nacional, el Archivo de la Corona de Aragón, el Archivo General de Simancas, el Archivo General de Indias, el Archivo de la Real Chancillería de Valladolid, el Archivo General de la Administración y el Centro de Información Documental de Archivos).

## Publicaciones
- Manifestaciones del culto solar en la cerámica de Las Cogotas. IV Congreso Internacional de Arqueología. Barcelona 1929.
- El problema de la cerámica con incrustaciones de cobre y ámbar de Las Cogotas. XV Congreso Int. Antr. Arch. Preh. Portugal 1930, París 1931.
- La Necrópolis del Castro de las Cogotas (España). Bolletino Associazione Internacionale Studi Mediterranei. Anno II n.º 4. Roma 1931, pp. 12-20.
- Excavaciones de las Cogotas, Cardeñosa (Ávila). II. La Necrópolis. En colaboración con D. Juan Cabré Aguiló. Mem.120 de la JSEA. Madrid 1932.
- La Necrópolis de La Osera, Chamartín de la Sierra (Ávila). En colaboración con Don Juan Cabré Aguiló y Don Antonio Molinero Pérez. Actas y Memoras de la Asoc. Esp. de Antropología, Etnografía y Prehistoria. Madrid 1932. pp.21-52.
- La espada de antenas tipo Alcacer-do-Sal y su evolución en la necrópolis de La Osera, Chamartín de la Sierra (Ávila). En colaboración con D. Juan Cabré Aguiló. Homenaje a Martins Sarmento. Guimaraes. 1933, pp. 85-90.
- Datos para la cronología del puñal de la cultura de las Cogotas. En colaboración con D. Juan Cabré Aguiló. Archivo Español de Arte y Arqueología. Madrid, 1933, pp. 37-47.
- Dos tipos genéricos de falcata hispánica. Archivo Español de Arte y Arqueología. Madrid 1934, pp.207-224.
- Las Cuevas de los Casares y la Hoz. En colaboración con D. Juan Cabré Aguiló. Archivo Español de Arte y Arqueología. Madrid 1934. pp. 225-254.
- El modelo de falcata más típicamente hispánico. Anuario del Cuer. Fac. de Archivos Bibliotecas y Museos. Madrid 1934. Vol.II pp. 207-213.
- Zu dem Steim mit  gravierten Tierfiguren von Laugerie-Basse in Berlin. Praehistorischen Zeitchrift. XXV, Berlín 1934. pp. 147-151.
- Neu Entdekte Felsenmalerien aus del Alten Steinzeit Mittelspaniens. Umschau. Heft. 40. Frankfurt am Main, 1935, pp. 797-800.
- La Cueva de los Casares, Riba de Saelices (Guadalajara, España). En colaboración con D. Juan Cabré Aguiló. Con. Int. Antr. Arch. Preh. Bruselas 1935.
- Broches de cinturón de bronce damasquinados con oro y plata. En colaboración con D. Juan Cabré Aguiló. Archivo Español de Arte y Arqueología. Madrid 1937, pp. 93-126.
- La Caetra y el Scutum en Hispania durante la segunda Edad del Hierro. En colaboración con D. Juan Cabré Aguiló. Bol. Sem. Arte y Arqueología Fascículos XXII-XXIV. Valladolid 1940.
- Los discos-corazas en ajuares funerarios de la Edad del Hierro de la península ibérica. IV Congreso Arq. Del S.E. Español, Elche 1948. Cartagena 1949.
- En torno a un nuevo puñal hallstático de la península ibérica. Guimaraes 1948.
- Una sepultura notable de la Necrópolis de La Osera, Chamartín de la Sierra (Ávila). Cuadernos de Historia Primitiva del Hombre. Madrid, 1948.
- El Castro y la Necrópolis del Hierro Céltico de Chamartín de la Sierra (Ávila). Acta Arqueológica V. Madrid 1950. En colaboración con D. Juan Cabré Aguló y D. Antonio Molinero.
- La más bella espada de tipo Alcacer-do-Sal de la Necrópolis de La Osera. Guimaraes 1951.
- El simbolismo solar en la ornamentación de espadas de la II Edad del Hierro Céltico de la península ibérica. Arch. Preh. Lev. T. III. Valencia 1952, pp. 101-116.
- Una pieza cumbre del arte industrial céltico peninsular de la II Edad del Hierro. II CAN. Madrid 1951. Cartagena 1952.
- Notable espada de antenas de La Osera, IV Cong. Int. Cien. Preh. y Protoh. Madrid 1954, Zaragoza 1956.
- Un nuevo tipo de fíbula en la Meseta Oriental Hispana. En colaboración con D. Juan A. Morán Cabré. Bol. SEAA n.º 2. Madrid 1974, pp.20-21.
- Una decoración figurativa abstracta en la edad del Hierro en la Meseta Oriental. En colaboración con D. Juan A. Morán Cabré. XIII CNA. Zaragoza 1957, pp. 605-610.
- Dos tumbas notables de la Necrópolis de Alpanseque (Soria). En colaboración con D. Juan A. Morán Cabré. APL. Vol. XIV, Valencia 1975. pp. 123-137.
- Tres fíbulas excepcionales de la Meseta Oriental Hispánica con decoración geométrica grabada. En colaboración con D. Juan A. Morán Cabré. Bol. SEAA, n.º 3, Madrid, 1975, pp. 14-19.
- Dos nuevas fíbulas de doble resorte con chapa ornamental cubriendo las espiras. En colaboración con D. Juan A. Morán Cabré. Bol. SEAA, n.º 5, Madrid, 1976, pp. 8-12.
- Sobre la fíbula de escalera y sus posibles derivaciones peninsulares. En colaboración con D. Juan A. Morán Cabré. Bol. SEAA, n.º 7 Madrid  1977, pp. 26-30.
- Decoraciones cerámicas del Mediterráneo Oriental relacionables con la metalistería ibérica. En colaboración con D. Juan A. Morán Cabré. XIV CNA. Zaragoza 1977
- Fíbulas de las más antiguas necrópolis de la Meseta Oriental Hispánica. En colaboración con Dº Juan A. Morán Cabré. Homenaje a García Bellido III. Rev. Univ. Complutense. Vol. XXVI, N.º 109, Madrid, 1977, pp. 109-143.
- Fíbulas hispánicas con apéndice caudal zoomorfo. En colaboración con Dº Juan A. Morán Cabré. Bol. SEAA N.º 9, Madrid, 1978, pp. 8-22.
- Por tierras de Ávila: El Castro de Miranda y su Necrópolis de la Osera. El Castro de las Cogotas y su Necrópolis de La Trasguija. Bol. SEAA. N.º 9, Madrid, 1978, pp. 53-57.
- Aportación al estudio tipológico de las espadas tipo Alcacer-do-Sal. Una nueva serie descubierta en la Necrópolis de la Osera, Chamartín de la Sierra (Ávila). En colaboración con Juan A. Morán Cabré. XV CNA. Zaragoza 1979.
- Ensayo tipológico de las fíbulas con esquema de La Tene en la Meseta hispánica. Bol. SEAA, 11 y 12. Madrid, 1979, pp. 10-26.
- Ensayo cronológico de las fíbulas con esquema de La Tene en la Meseta hispánica. Bol. SEAA, 15. Madrid, 1982. pp.  4-27.
- Cabré y la arqueología céltico-meseteña del Hierro II. En colaboración con D. Juan A. Morán Cabré. Encuentro homenaje a Dº Juan Cabré Aguiló. Zaragoza 1982. pp.65-69.
- Notas para el estudio de las espadas tipo Arcóbriga. En colaboración con Juan A. Morán Cabré. Encuentro Homenaje a D. Juan Cabré Aguiló. Zaragoza 1982, pp. 151-162.
- Las fíbulas con esquema de La Tène en el mundo ibérico y su adopción y adaptación en la Meseta. En colaboración con D. Juan A. Morán Cabré. XVI CNA. Zaragoza 1983. pp. 463-470.
- Sistemas de resortes peculiares en fíbulas meseteñas < posthastatticas >. En colaboración con D. Juan A. Morán Cabré. Bol. SEAA N.º 23. Madrid 1987, pp. 29-33.
- Espadas y puñales de la Meseta Oriental en la II Edad del Hierro. Celtíberos. Zaragoza 1988. pp. 123-126.
- Espadas y puñales de las necrópolis celtibéricas. II Simposio sobre los Celtíberos: Necrópolis Celtibéricas. Zaragoza 1990, pp. 205-224.
- Pinzas ibéricas caladas, tipo Cigarralejo, la necrópolis de La Osera (Ávila). En colaboración con D. Juan A. Morán Cabré. Rev. Verdolay. Homenaje a Dº Emeterio Cuadrado Díaz. Murcia 1990, pp.77-80.
- Puñales dobleglobulares con probable simbología astral en el puño de la empuñadura. En colaboración con Dº Juan A. Morán Cabré. XX CNA, Santander 1989. Zaragoza 1991.
- La guerra y el armamento. En colaboración con Dª Mª I. Baquedano Beltrán. Los Celtas. N.º Extra de Rev. De Arqueología. Madrid 1991, pp. 59-71.
- Puñales celtibéricos con empuñadura de triple chapa plana y pomo con antenas. En colaboración con Juan A. Morán Cabré. Simposio de Arqueología Soriana. Soria 1992, pp. 391-398.
- Juan Cabré y la restauración. En colaboración con Juan A. Morán Cabré. Homenaje a D. Raúl Amitrano. Rev. Pátina.